# Sidtjärnen, Dalarna
Sidtjärnen är en sjö i Falu kommun i Dalarna och ingår i Gavleåns huvudavrinningsområde.